# 马尼若贝尔
马尼若贝尔（法語：Magny-Jobert，法語發音：[maɲi ʒɔbɛʁ]）是法国上索恩省的一个市镇，属于吕尔区。

## 地理
马尼若贝尔（47°38'50"N, 6°35'31"E）面积3.68 平方千米，位于法国勃艮第-弗朗什-孔泰大區上索恩省，该省份为法国东部内陆省份，北起顺时针与孚日省、贝尔福地区省、杜省、汝拉省、科多尔省和上马恩省接壤。
与马尼若贝尔接壤的市镇（或旧市镇、城区）包括：克莱尔古特、昂多尔奈、弗雷德里克方丹、洛蒙。
马尼若贝尔的时区为UTC+01:00、UTC+02:00（夏令时）。

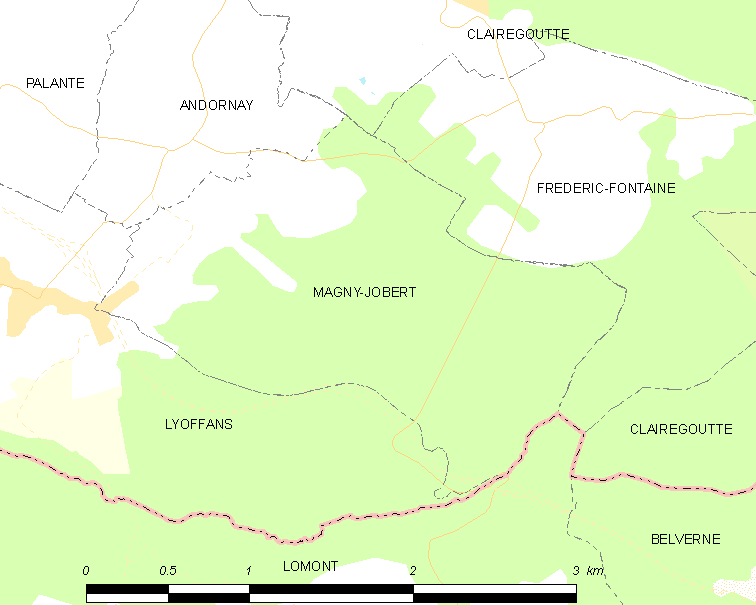
马尼若贝尔的OSM定位图

## 行政
马尼若贝尔的邮政编码为70200，INSEE市镇编码为70319。

## 政治
马尼若贝尔所属的省级选区为吕尔第二县。

## 人口

1962-2008年间马尼若贝尔人口变化图示

马尼若贝尔于2022年1月1日时的人口数量为131人。